# Ercan Karakoyun

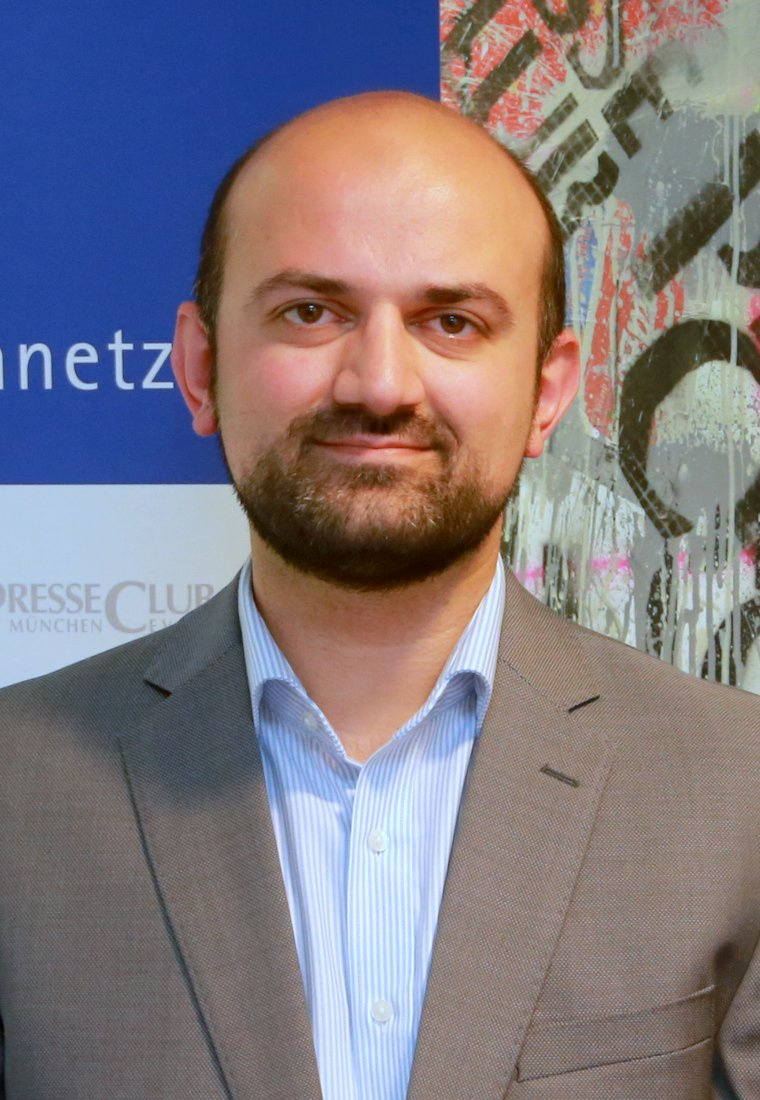
Ercan Karakoyun (Mai 2017)

Ercan Karakoyun (geboren 1980 in Schwerte) ist ein deutscher Publizist, Soziologe und Vorsitzender der Stiftung Dialog und Bildung. Außerdem ist er Mitgründer des House of One, eines Gebetshauses, das in Berlin entstehen soll und die drei monotheistischen Religionen Judentum, Christentum und Islam unter einem Dach zusammenbringen will.
Ercan Karakoyun ist Sohn türkischer Einwanderer. Er studierte Raumplanung mit Schwerpunkt Stadtsoziologie. Er absolvierte sein Studium mit einem Stipendium der Friedrich-Ebert Stiftung, deren Mentor er wurde. In den Jahren 2001 bis 2004 war er stellvertretender Vorsitzender der Jusos in Dortmund. Von 2008 bis 2013 war er Vorsitzender Geschäftsführer des Forums für interkulturellen Dialog e. V. und ist seit der Gründung im Jahr 2014 der Vorsitzende der Stiftung Dialog und Bildung in Berlin, der zentralen Institution der Gülen-Bewegung in Deutschland.
Zum Putschversuch in der Türkei 2016 nahm er verschiedentlich Stellung.

## Positionen und Stellungnahmen
In der Wochenzeitung Die Zeit nahm Ercan Karakoyun zur Diskussion Stellung, ob es in Deutschland einen Feiertag für Muslime geben solle. Karakoyun unterstreicht in seinem Beitrag Vorteile eines muslimischen Feiertags: „Wir müssen aus unserer seit Jahren geübten Opferrolle heraustreten und dialogbereit für unsere Werte einstehen. Das Ziel: einen zivilen europäischen Islam, der mit Aufklärung, Menschenrechten, Demokratie vereinbar ist – und den wir bereits millionenfach leben –, aus den Hinterhöfen der Gesellschaft ins öffentliche Bewusstsein zu bringen! Wir Muslime dürfen nicht länger warten, dass die Mehrheitsgesellschaft uns die Hand entgegenstreckt. Wir müssen selbst das Interesse an unserer Religion wecken. Ein muslimischer Feiertag wäre die Chance, einen Dialog zu führen, von dem nicht nur Muslime profitieren, sondern auch Christen, Juden und alle in Deutschland.“
Im März 2016, also wenige Monate vor dem Putschversuch in der Türkei, machte Karakoyun in der Frankfurter Allgemeinen Zeitung auf die Situation in der Türkei aufmerksam, indem er darauf hinwies, dass Rechtsstaatlichkeit für den türkischen Präsidenten Recep T. Erdogan keine Rolle mehr spiele. Im Juni 2018 veröffentlichte er in der Zeit einen Gastbeitrag, in dem er die Verfolgung der Gülen-Bewegung als eine Hexenjagd bezeichnete.
Über die Verfolgung von Anhängern der Gülen-Bewegung in der Türkei sagte Karakoyun im Deutschlandradio Kultur: „Es ist, als ob man den  FC Bayern München verbieten würde, weil Uli Hoeneß Steuern hinterzogen hat. […] Es muss ganz klar rechtsstaatliche Prozesse geben – alles andere ist Anarchie; alles andere ist Diktatur.“

## BuchDie Gülen-Bewegung. Was sie ist, was sie will.
Im Deutschlandfunk erläuterte die Journalistin Luise Samman Ercan Karakoyuns im Jahr 2017 im Herder Verlag erschienenes Buch Die Gülen-Bewegung folgendermaßen: „Mindestens ebenso erhellend wie seine Berichte zum Bildungsengagement sind Karakoyuns Einschätzungen zur deutschen Gesellschaft insgesamt. Zum Miteinander – oder eben auch Nicht-Miteinander – von Muslimen und Nichtmuslimen in Deutschland vor allem seit dem 11. September 2001. (…) Ercan Karakoyun – als Student Stipendiat der Friedrich-Ebert-Stiftung und Vorsitzender der Jusos in Dortmund – ist intelligent und eloquent. Gerade dem nichtmuslimischen Leser beschert es unzählige Aha-Effekte, so zum Beispiel im eingeschobenen Kapitel ‚Eine zeitgenössische Koraninterpretation‘, das man am liebsten zur Pflichtlektüre an deutschen Gymnasien erklären würde.“ Rainer Hermann schrieb im Februar 2017 für die FAZ: „Karakoyun entwirft das Bild eines in seinen Augen zeitgemäßen Islams. Es zeigt, wie wichtig den Anhängern Gülens Bildung sowie ein ernstgemeinter Dialog sind. Karakoyun verschweigt nicht dunkle Flecken, etwa die Rolle von Staatsanwälten, die der Bewegung nahestehen und die Ergenekon-Prozesse geleitet haben, bei denen führende Offiziere zu langjährigen Haftstrafen verurteilt wurden.“

## Publikationen
- Die Gülen-Bewegung. Freiburg: Verlag Herder, 2018
- Was ich denke, was ich glaube: Verlag Herder, 2018 (Hrsg.)
- (Beteiligung) Fethullah Gülen: Was ich denke, was ich glaube. Freiburg, Br. : Herder, 2014 [Textauswahl von Ercan Karakoyun]
- Walter Homolka, Johann Hafner, Admiel Kosman, Ercan Karakoyun (Hrsg.): Muslime zwischen Tradition und Moderne. Die Gülen-Bewegung als Brücke zwischen den Kulturen. Freiburg 2010